# Lakovići
Lakovići is een plaats in de gemeente Sveti Lovreč in de Kroatische provincie Istrië. De plaats telt 31 inwoners (2001).